# 字贯案
字貫案是清朝乾隆四十二年（1777年）的一場文字獄。江西新昌縣（今宜豐縣）人王錫侯因編寫《字貫》被舉發，最後判處斬首。
王錫侯用十七年時間自編《字貫》一書，分天文、地理、人事、物類四大類，共四十卷。此書針對《康熙字典》收字太多，“然而穿貫之難”等缺點，加以補強，並稱“字猶散錢，義以貫之，貫非有加於錢，錢實不妨用貫，因名之曰《字貫》”。
王錫侯曾有祖墳山，但被仇家王瀧南看中欲搶佔。乾隆四十二年（1777年）王瀧南向江西巡撫海成舉發王錫侯編寫逆書，並誣陷王錫侯有40里花園，10里魚塘。海成對查禁逆書向來熱心，乾隆帝以“罪不容誅，即應照大逆律問擬”，抄家時僅獲七十多兩銀子。《字貫》凡例寫入康熙帝、雍正帝、乾隆帝之名諱（玄燁、胤禛、弘曆），僅缺筆避諱沒有改字法、空字法而已，被認爲大不敬。王錫侯與其家人全被監送京城審判，王錫侯本人由凌遲改為斬立決，子孫七人都被判斬首，其他人“充发黑龍江，與披甲人爲奴”。胡思敬的《盐乘》說：“被誅時情狀甚慘。”原來江西巡撫海成上奏時建議革去王錫侯“舉人”頭銜，乾隆帝認爲刑罰太輕，有替罪人說好話之嫌，反遭革職降調；江西布政使周克开、按察使馮廷丞也因爲看过《字貫》而未指出悖逆之處，遭到部議降調外任。

### 引用
1. ↑  许嗣茅《绪南笔谈》：“江西王锡侯《字贯》一狱，罗织甚众。夫锡侯以小儒而欲正《字典》之讹，狂悖甚矣，其得祸也固宜。”
2. ↑  王錫侯《經史鏡》跋：“族紛難解，祖墓吞滅，人愁鬼泣”。
3. ↑  孟森《心史丛刊》三集，郑天挺《明清史资料》下
4. ↑  《東華錄》載乾隆四十二年十月的上諭道：“竟有一篇，將聖祖（康熙）、世宗（雍正）廟諱及朕御名字樣開列，深湛髮指！此實大逆不法，為從來未有之事，罪不容誅！”
5. ↑  .   [2012-10-08]. （原始内容存档于2007-10-26）.

### 书籍
- 孟森：《心史叢刊》三集